# Berti Vogts
Hans-Hubert "Berti" Vogts ( Büttgen, 30. prosinca 1946.), njemački nogometaš i nogometni trener. Za svoje četrnaestogodišnje igračke karijere upisao je 419 nastupa u dresu Borussije Mönchengladbacha i 96 međunarodnih nastupa u dresu Zapadne Njemačke, s kojom je osvojio Europsko prvenstvo 1972. i Svjetsko prvenstvo 1974. igrano na domaćem terenu. Kasnije je i kao trener Njemačke osvojio Europsko prvenstvo 1996., čime je postao jedan od rijetkih koji su postali europskim prvacima i kao igrači i treneri.
Kao igrač Borussije osvojio je pet bundesligaških naslova, jedan DFB-Pokal i dvije UEFA Europske lige.

## Nagrade
- Njemački nogometaš godine: 1971. i 1979.
- Član idealne momčadi Svjetskog prvenstva: 1974. i 1978.
- Svjetski trener godine prema izboru časopisa World Soccer: 1996.
- Srebrni lovorov list, najviše športsko odlikovanje u Njemačkoj: 1994.
- Red za zasluge Savezne Republike Njemačke, prva klasa: 1996.

## Osobni život
Vogtsova majka umrla je od leukemije kad mu je bilo dvanaest godina. Godinu dana kasnije, zbog srčanih poteškoća preminuo je i njegov otac.
Glumio je i u dva dokumentarna filma o njemačkim nogometnim uspjesima  X FIFA World Cup 1974 i Die Mannschaft , športskoj mini-seriji Fotbolls-VM krönikan 1994, kao i nekoliko cameo uloga u više televizijskih serija. Godine 1979. oženio se Monikom, s kojom je u braku živio do razvoda 2005. te iz njega ima dijete.